# Анагностопулу, Хрисула
Хрисула Анагностопулу (греч. Χρυσούλα Αναγνωστοπούλου, род. 27 августа 1991, Лариса) — греческая легкоатлетка, выступающая в метании диска. Участница летних Олимпийских игр 2016 года.

## Биография
Хрисула Анагностопулу родилась 27 августа 1991 года в греческом городе Лариса.
Выступает в легкоатлетических соревнованиях за Афины.
В 2007 году на юношеском чемпионате мира по лёгкой атлетике в Остраве заняла 10-е место с результатом (42,24 метра).
В 2009 году заняла 9-е место на юниорском чемпионате Европы в Нови-Саде (45,95).
В 2010 году участвовала в юниорском чемпионате мира в Монктоне, но не смогла преодолеть квалификацию (47,66).
Дважды участвовала в молодёжных чемпионатах Европы: в 2011 году в Остраве стала 4-й (53,43), в 2013 году в Тампере — 5-й (55,05).
Три раза выступала на чемпионатах Европы: в 2014 году в Цюрихе не попала в финал, став 18-й в квалификации (51,08), в 2016 году в Амстердаме заняла 9-е место (59,23), в 2018 году в Берлине стала 10-й (57,34).
Также трижды участвовала в чемпионатах мира, но ни разу не сумела пробиться в финал: в 2015 году в Пекине она заняла 23-е место в квалификации (58,20), в 2017 году в Лондоне — 22-е (56,91), в 2019 году в Дохе — 15-е (59,91).
Дважды становилась бронзовым призёром Средиземноморских игр — в 2013 году в Мерсине (55,01), в 2018 году в Таррагоне (58,85).
В 2016 году вошла в состав сборной Греции на летних Олимпийских играх в Рио-де-Жанейро. В метании диска заняла 26-е место в квалификации, показав результат 54,84 и уступив 5,39 метра худшей из попавших в финал Шанис Крафт из Германии.
В 2019 году завоевала бронзовую медаль на Всемирных военных играх в Ухани (58,27).

## Личный рекорд
- Метание диска — 61,53 (22 июля 2017, Кавала)[3]